# Jednodeskový počítač

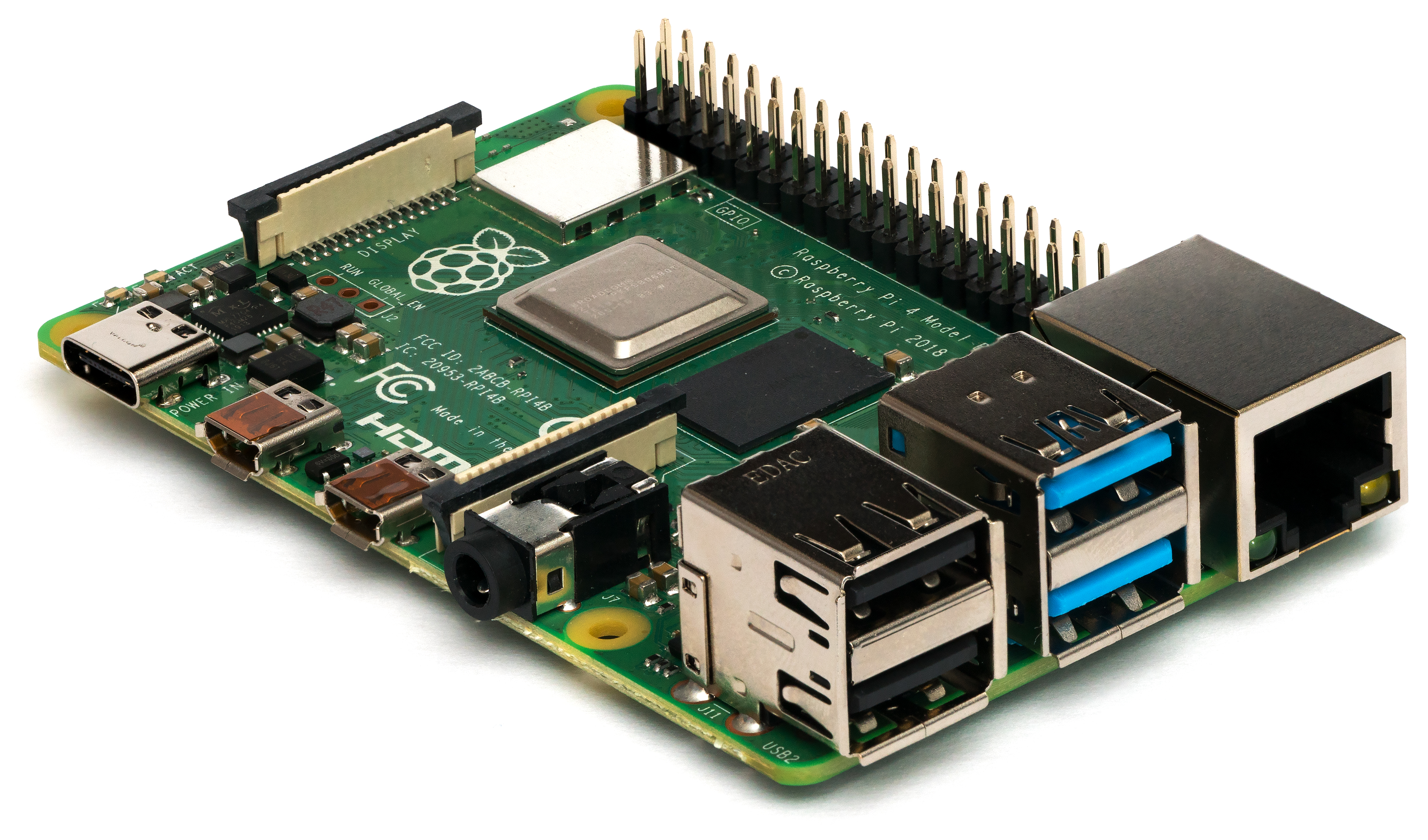
Raspberry Pi 4 model B

Jednodeskový počítač (z angličtiny též SBC – single-board computer) je malý počítač s jednou deskou plošných spojů, jako je například Raspberry Pi, Intel Edison, nebo 64bitový AMD Gizmo Board. Tyto počítače však mívají bohaté možnosti rozšíření o další hardware, zejména vstupně/výstupní moduly. Díky těmto možnostem jsou jednodeskové počítače vhodné pro použití v IoT projektech. Po naprogramování jsou tyto počítače samostatné a dokáží řídit například domácí multimediální přehrávač, kamerový systém atp.

## Hardware
Jako hlavní procesor se obvykle používají RISC nebo ARM procesory v kombinaci s Linuxem. Novější přístroje mají 1 až 8 GB RAM a několik GB paměti flash (jako náhrada pevného disku), v případě, že počítač nedisponuje integrovanou flash pamětí, je možné použít SD kartu, popřípadě USB zařízení k uložení operačního systému. Dále jsou přítomny jeden až dva USB porty, grafický výstup, a další vstupně výstupní zařízení. Na některých deskách nalezneme i RJ-45 pro připojení k síti. Díky přítomnosti těchto portů je možné k počítači připojit vstupní a výstupní zařízení (myš, klávesnici, monitor), díky kterým jednodeskový počítač dokáže částečně nahradit stolní počítač. V případě, že počítač tyto porty neobsahuje, nebo jsou nedostupné je možné k ovládání jednodeskového počítače použít služby jako VNC nebo SSH, které umožňují vzdálený přístup po síti z jiného počítače. Jednodeskové počítače mají často i Wi-Fi a Bluetooth pro bezdrátové připojení.

## Software
Výrobce obvykle nabízí k počítači některou z distribucí operačního systému Linux. Kvůli úspoře energie jsou často používány odlehčené verze Linuxových distribucí, např. na Raspberry Pi je možné si stáhnout buď plnou verzi Raspbianu, které disponuje grafickým rozhraním, nebo pouze Raspbian s textovým rozhraním. K některým přístrojům je k dispozici software pro zpracování a rozpoznávání obrazu.

## Historie
Prvním jednodeskovým počítačem byl C1702A s procesorem Intel C8080A z roku 1976, který byl později ve stejném roce přejmenován na "MMD-1" (Mini-Micro Designer 1). Tento počítač měl všechny důležité komponenty (kromě zdroje) na jedné desce.